# پل نیوبی
پل نیوبی (انگلیسی: Paul Newby؛ زادهٔ ۱۷ سپتامبر ۱۹۷۱) کاراته‌کا اهل انگلستان است.